# Ligosullo
Ligosullo (friülà Liussûl) és un municipi italià, dins de la província d'Udine, a la regió de Cjargne. L'any 2007 tenia 196 habitants. Limita amb els municipis de Paluzza, Paularo i Treppo Carnico.

## Administració
| Període | Identitat        | Partit        |
| ------- | ---------------- | ------------- |
| 2004-   | Armando Bulliani | Llista cívica |